# Victor de Xanten
Victor de Xanten serait un officier romain membre de la légion thébaine ayant échappé au massacre de saint Maurice et ses compagnons à Agaune. Il aurait été persécuté et exécuté à son tour à la fin du IIIe siècle, dans l'amphithéâtre de Castra Vetera, à côté de l'actuel Birten qui est un quartier de Xanten, avec son compagnon Mallosus. Leurs squelettes ont été découverts en 1933. Victor de Xanten est devenu le saint patron de la ville.